# 小松彦三郎
小松 彦三郎（こまつ ひこさぶろう、1935年9月5日 - 2022年10月2日）は、日本の数学者。東京大学名誉教授。

師は吉田耕作。弟子に大島利雄、高崎金久など。多くの数学者を育てた

## 来歴
大阪府出身。北野高校卒業後、東京大学に進学。1960年3月東京大学大学院理学系研究科修士課程修了、1964年3月博士号を取得(論文博士)。1976年東京大学理学部教授、1992年東京大学大学院数理科学研究科教授、1996年3月退官、名誉教授。1996年4月東京理科大学理学部教授。2006年3月退任。
専攻は関数解析学であるが、佐藤幹夫が創始した佐藤超関数（hyperfunction）の関数解析的基礎付けの仕事がよく知られ、佐藤とともに「超関数の理論と応用の功績」により1969年朝日賞を受賞。近年は、数学史家として、江戸期の数学（特に関孝和の数学）の研究に専念している。2015年春の叙勲で瑞宝中綬章受章。
2022年10月2日、誤嚥性肺炎のため死去。87歳没。